# Münch-4 TTS-E 1200
Die Münch-4 TTS-E 1200 war ein Motorrad des Herstellers Münch in Altenstadt (Hessen) und das weltweit erste Straßenmotorrad mit Saugrohreinspritzung.
Die aus der Münch-4 TTS 1200 weiterentwickelte Maschine mit quer eingebautem Vierzylinder-Reihenmotor aus dem NSU 1200 TT wurde zwischen 1973 und 1979 zu einem Preis ab 17.500 DM angeboten, was bezogen auf das Jahr 1973 inflationsbereinigt in heutiger Währung 31.700 Euro entspricht. Eine mechanische Kugelfischer-Einspritzung (Saugrohreinspritzung) erhöhte die Leistung des Motors der Münch-4 TTS von 88 PS auf 100 PS.